# Христо Ботев

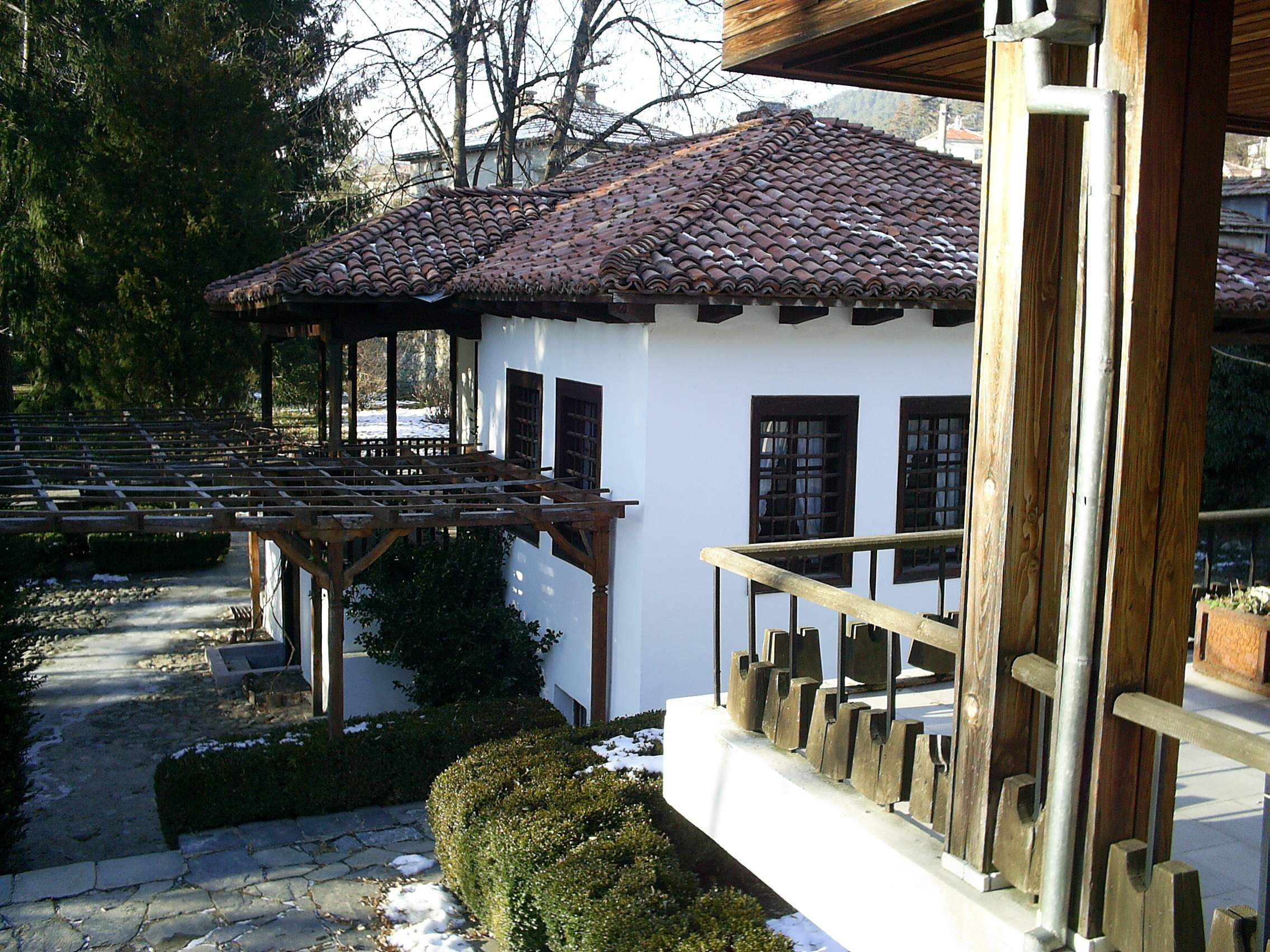
Будинок в Калофері, де народився Христо Ботев

Хри́сто Бо́тев  (6 січня 1848, Калофер — 1 червня 1876, Врачанська Планина, західна частина Старої Планини) — національний герой Болгарії, громадський діяч, поет і публіцист. Один з «чотирьох великих» (болг. четеримата големи) Болгарського руху звільнення від османської імперії (Болгарської революції), куди відносять ще Васила Левського, Георги Раковського, Любена Каравелова.

## Життєпис

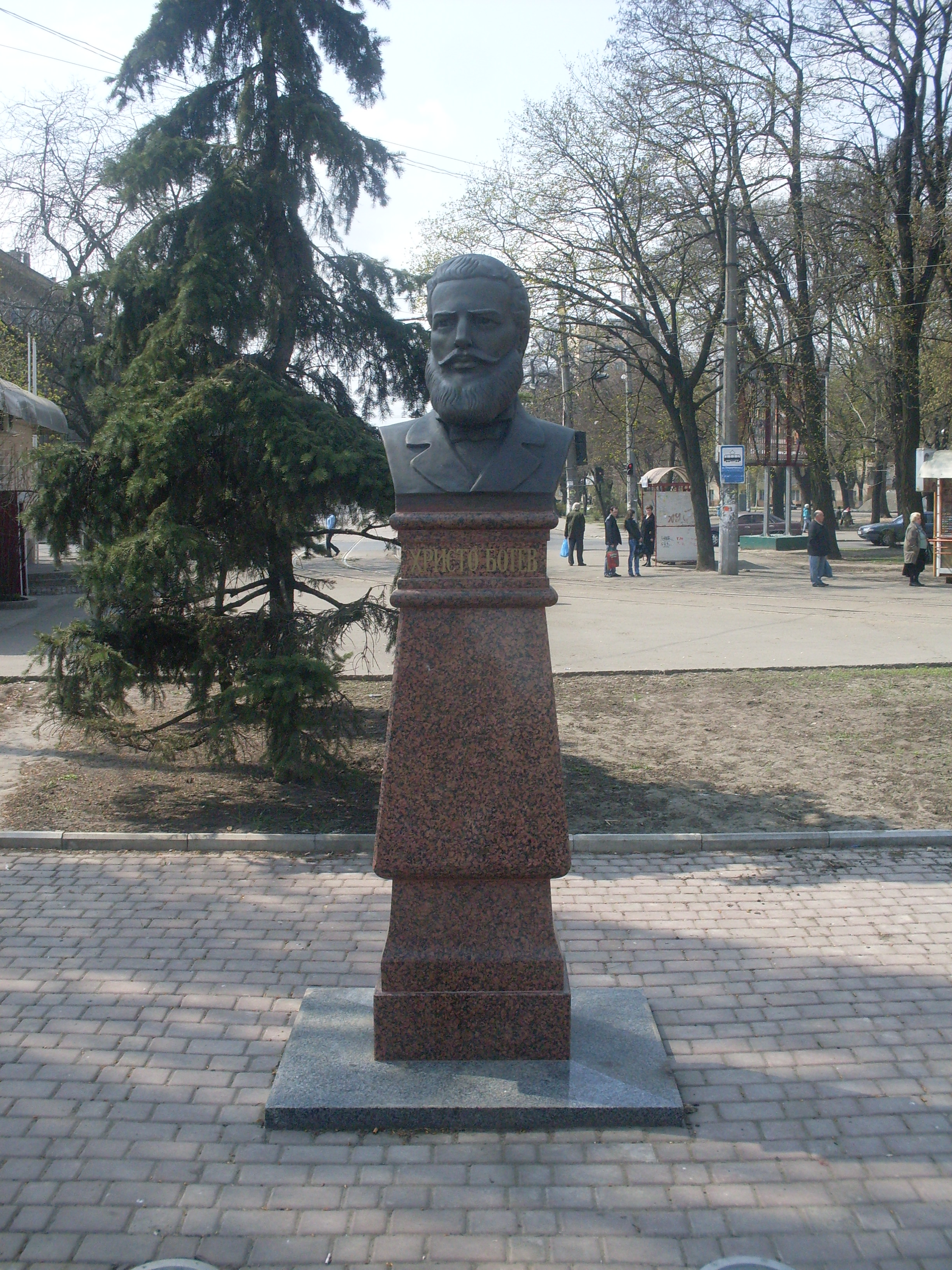
Пам'ятник Христу Ботеву в Одесі

Народився у Калофері в сім'ї педагога й відомого діяча просвіти Ботьо Петкова і Іванки Ботевої. Батько навчався в Одеській семінарії у 1841-43 рр. Окрім Христо в сім'ї було ще 8 дітей.
У 1863 — 1867 роках перебував в Україні, вчився в одеській гімназії, згодом працював учителем в селі Задунаївці (тепер Арцизький район Одеської області). Тут познайомився з російською літературою, з творами літературних критиків — Миколи Чернишевського, Олександра Герцена, Миколи Добролюбова, Дмитра Писарєва, що відіграло велику роль у формуванні його світогляду. Ймовірно, що Ботеву були знайомі твори Тараса Шевченка.
До проблеми «Шевченко і Ботев» не раз зверталися передові болгарські критики, особливо активно — в 1930-их роках. Наприклад Л. Стоянов у надрукованій статті «Шевченко і Каравелов» (газета «Заря», 22 травня 1939 рік) підкреслив, що така близькість Ботева і Шевченка зумовлена впливом на них революційної ідеї російського революційного руху.
Разом з тим Ботев з великим негативізмом оцінював російську владу. Він писав:

| Росія, ця розпусниця і вдавана захисниця слов'ян, робить більш радикальні засоби, аби стерти з лиця землі болгарські колонії![5] |
1867 року Христо Ботев повернувся на батьківщину, але через переслідування емігрував до Румунії. Він брав активну участь у діяльності Болгарського революційного комітету, членом якого став наприкінці 1874 року. З 1875 року його обрали підголовою (болг. подпредседател) Болгарського революційного руху. У той час Болгарський революційний комітет вирішив організувати повстання проти османів у Болгарії. Ботев зайнявся безпосередньо швидкою підготовкою повстання, збираючи гроші й зброю у Російській імперії. На жаль, повстання відбулось у вигляді рейду до Болгарії окремих військових загонів (чет), дії яких були хаотичні, некоординовані та, врешті решт, у той момент їх не підтримали жителі Болгарії. Хоча вже декілька чет було розбито османськими військами, Ботев наполіг на проникненні своєї чети до Болгарії, хоча багато людей його застерігали від цього. Одразу після проникнення на територію Болгарії Ботевська чета вступила у тяжкі бойові дії і за декілька днів була змушена відійти до західної частини гір Стара Планина, відомої як Врачанська Планина, де була оточена, зазнала тяжких втрат, загубила практично всю амуніцію.
Вважають, що 20 травня (1 червня за н. ст.) 1876 року Христо Ботев був поранений османським снайпером в груди і практично відразу ж помер. Проте відповідно до спогадів учасників і висновку спеціальної комісії болгарських істориків, куля, яка потрапила в Ботева, не могла прилетіти з боку османів, оскільки він знаходився в такому місці, звідки позиції ворога не обстрілювалися, тож існує версія про те, що його застрелили свої ж четники, розлючені невдачею. Після його смерті османські вояки відрізали йому голову й виставили її на центральній площі м. Враца.

## Творчість
Літературна спадщина Ботева різноманітна й багата (поезії, оповідання, публіцистичні статті, фейлетони, послання, листи). Перший вірш — «До моєї матері» (1867 р.). У поетичних творах (їх всього 20) Ботев оспівав любов до батьківщини, бойовий дух болгарського народу, показав зненависть до гнобителів (незакінчена поема «Гайдуки», вірші «Елегія», «Боротьба», «Хаджи Димитрій», «Патріот», «На смерть Васила Левського» тощо). «Символ віри Болгарської комуни» став катехізисом для болгарських революціонерів. Ботеву належить переклад «Кремуція Корда» М. Костомарова.
Український переклад поезії Христо Ботева вперше здійснив Павло Грабовський, що опублікував у збірці «З чужого поля» в 1895 році. Переклади в подальшому здійснювали В. Сосюра, П. Тичина. Любомир Дмитерко присвятив Ботеву п'єсу.

## Пам'ять
Ім'я Ботева носить мис і гірський пік на острові Лівінгстона в Антарктиці, одна з найвищих вершин Старої Планини. У Болгарії є місто, яке названо на честь Ботева — Ботевград, велика кількість бульварів, вулиць у великій кількості селищ, багато шкіл та училищ, футбольних клубів та стадіонів. У Ботевграді встановлено пам'ятник Христо Ботеву. Національне болгарське радіо назвали на честь Ботева. Болгарські астрономи назвали на честь Ботева астероїд — «225238 Христо Ботев». Його зобразили на банкноті 1924 року номіналом у 5000 левів, на багатьох поштових марках.
У багатьох румунських селищах є вулиці імені Ботева.
Болгарський поет Іван Вазов присвятив національному герою Болгарії свій знаменитий вірш «Тихий білий Дунай».

## Пам'ять в Україні
В Україні встановили п'ять пам'ятників Ботеву.
- 20 березня 1978 року в Ізмаїлі відкрили пам'ятник Христо Ботеву[6], з нагоди 100-річчя звільнення Болгарії.
- 2 червня 1990 року в селі Задунаївка відкрили пам'ятник Ботеву. У цьому селі у 1866 році він працював вчителем.
- 13 листопада 2009 року в місті Одеса на честь 160-річчя Христо Ботева встановили пам'ятник у Прохорівському саду міста.[7]
- 2 червня 2010 року Асоціація болгар України встановила пам'ятники Ботеву в Арцизі Одеської області та у Вільшанці, Кіровоградської області.

Також:
- Село Ботієве Приазовського району Запорізької області та Христо-Ботеве Лиманського району Одеської області назвали на його честь.
- Також у Задунаївці 25 жовтня 2008 року відкрито меморіальний музей Христо Ботева, який є філією Одеського літературного музею[8].
- У місті Львів є вулиця Христо Ботева (колишня вул. Складова)[9].
- У місті Миколаїв (Тернівка) також є вулиця Христо Ботева (колишня Горького).
- У місті Ізмаїл є вулиця Христо Ботева.
- У селах Задунаївка, Каракурт є вулиця Христо Ботева.
- У 2020 році в Ізмаїлі встановлено пам'ятну дошку поету.

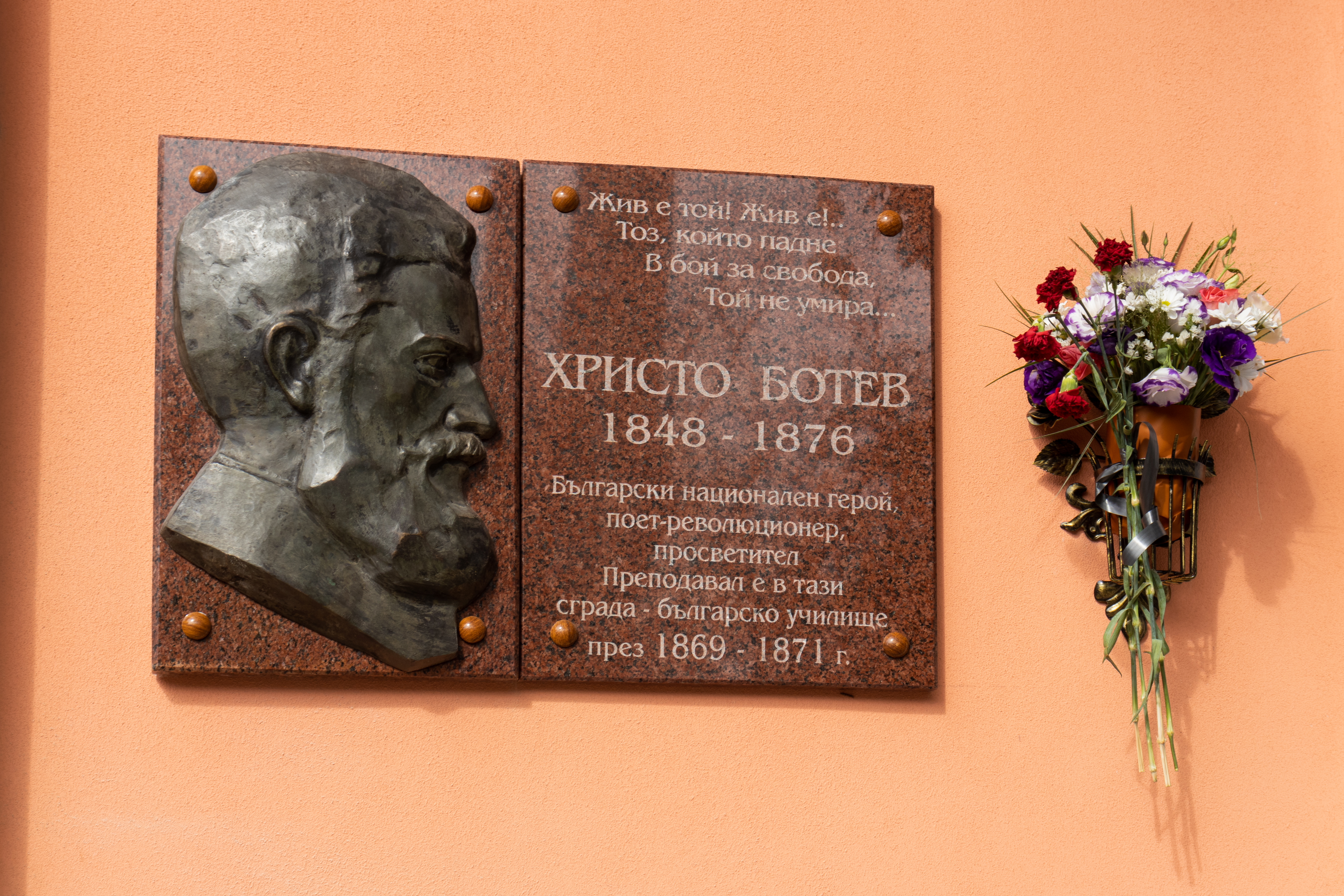
Пам'ятна дошка в Ізмаїлі
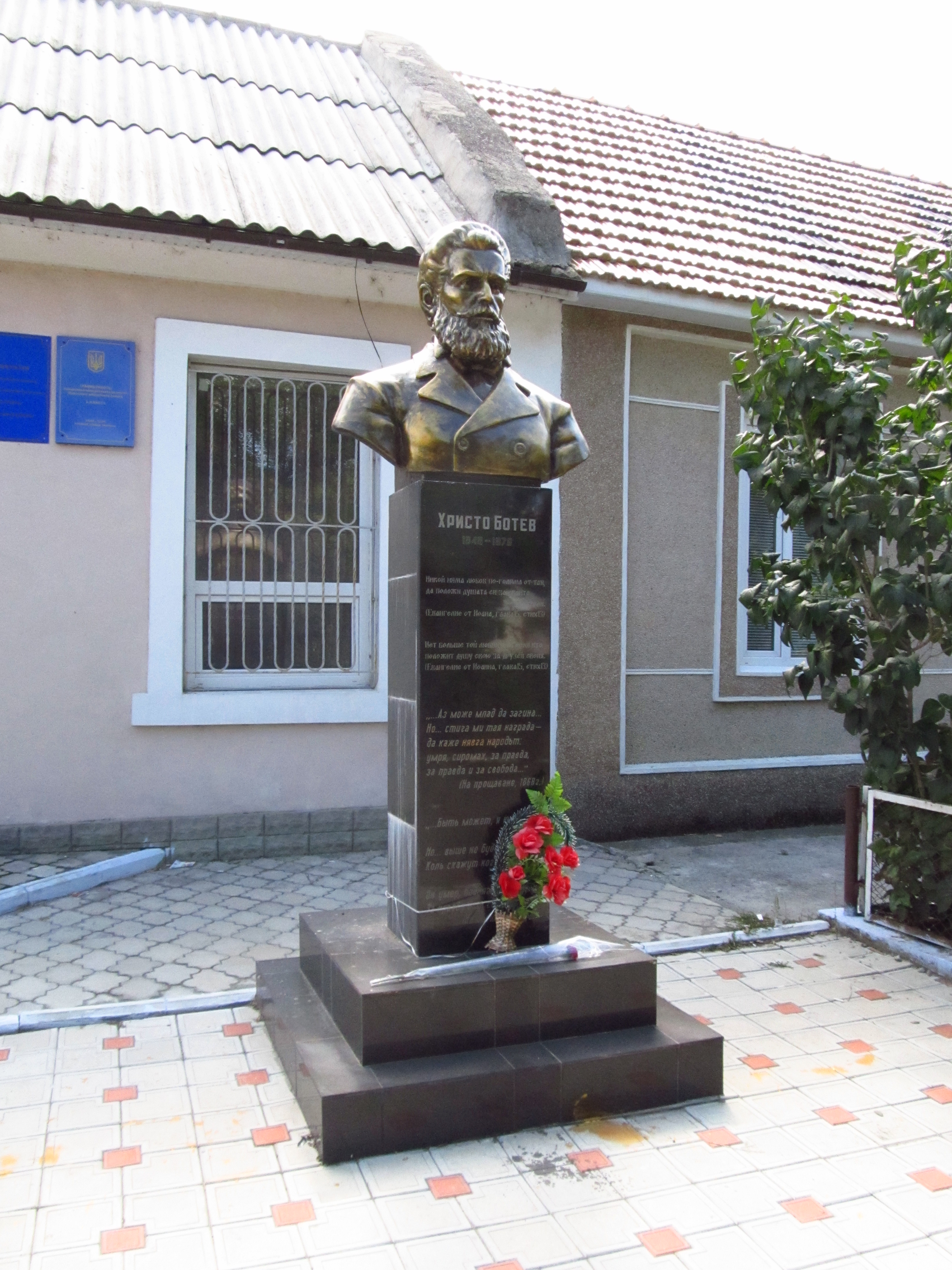
Погруддя Христо Ботеву у місті Арциз
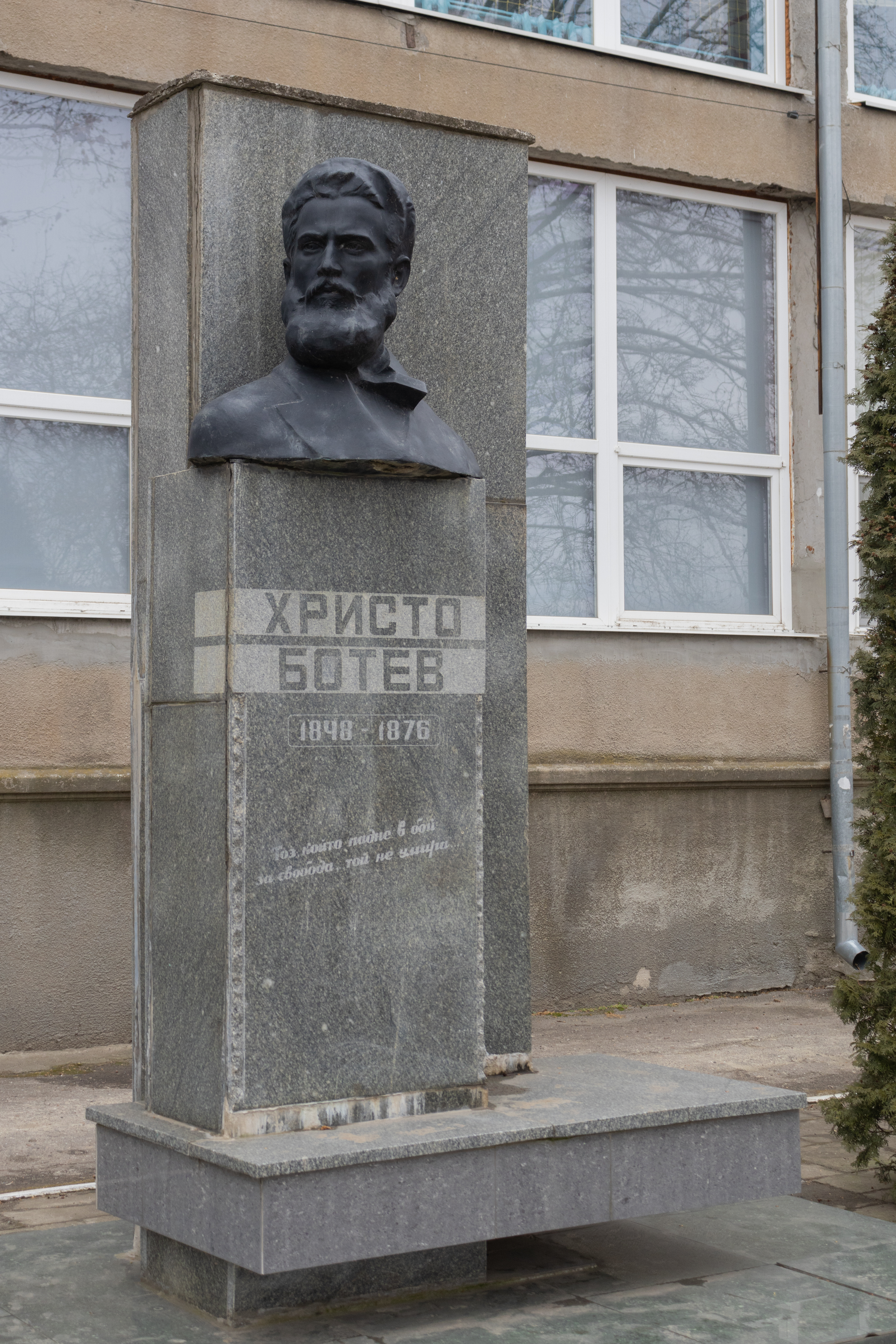
Погруддя Христо Ботеву у місті Ізмаїл
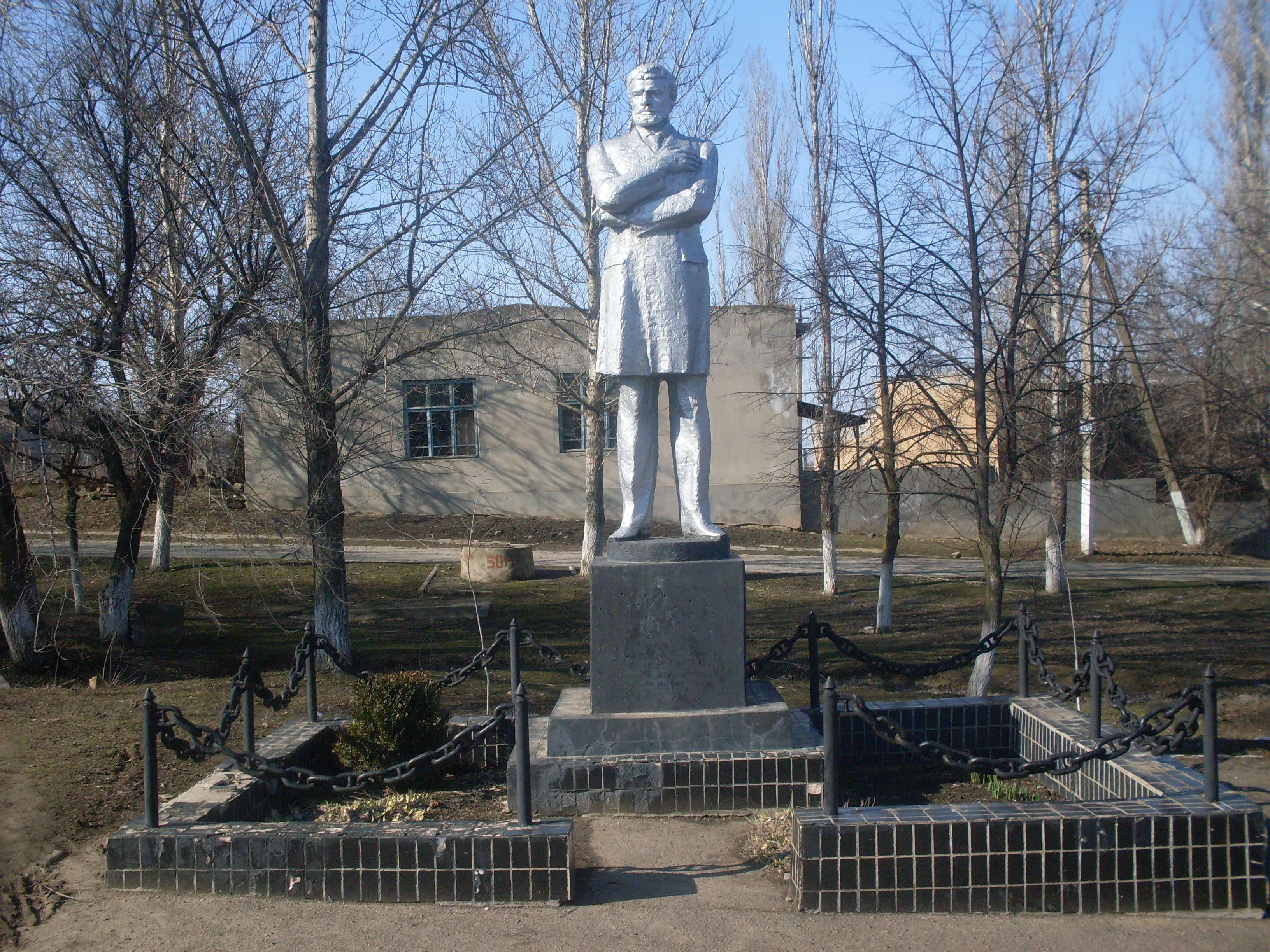
Пам'ятник Христо Ботеву у селі Задунаївка Одеської області